# Archipiélago Los Hermanos
El archipiélago de los Hermanos o Islas Los Hermanos es un grupo de islas pertenecientes a Venezuela, administradas como una de las dependencias federales venezolanas, formada por un grupo de 8 pequeñas islas e islotes, con una superficie total de 214 Hectáreas (equivalentes a 2,14 km²).

## Historia

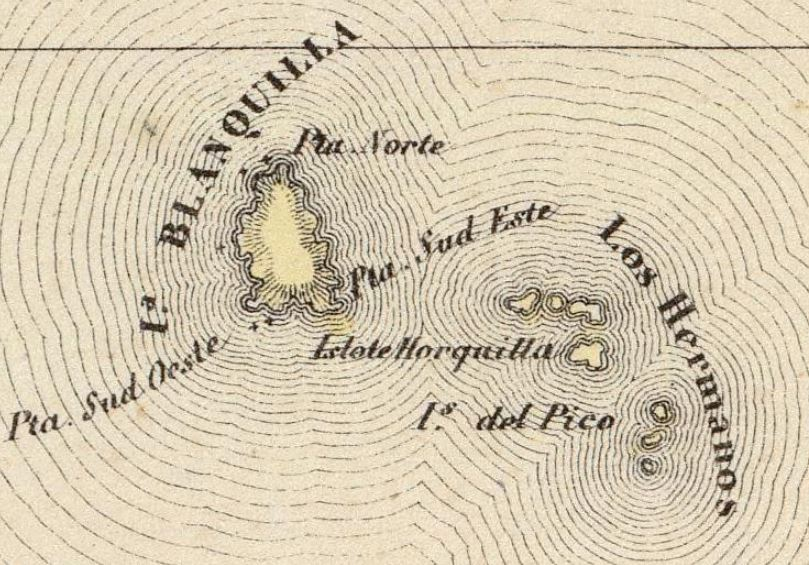
Los Hermanos como parte de la Provincia de Margarita en 1840

Las islas fueron integradas primero al Cantón Norte junto con la Blanquilla y la Isla de Margarita, posteriormente formó parte de la Provincia de Margarita y en 1871 bajo el Gobierno del General Antonio Guzmán Blanco  fueron anexadas al Territorio Federal Colón. En 1938 fueron incluidas como una de las Dependencias Federales de Venezuela. A lo largo de la historia las islas han recibido diversos nombres entre los que se pueden mencionar están “Las Siete Edades”,  “Los Siete Días” y también  “Los Siete Hermanos”

## Geografía
Posee una superficie total de 214 hectáreas o 2,14 kilómetros cuadrados, prácticamente no posee playas debido a que se trata de islas muy empinadas. Se encuentran a unos 90 kilómetros al noroeste de la isla de Margarita (Nueva Esparta). Las islas forman parte de la Antillas Menores y se localizan al norte de Venezuela en el mar Caribe.

#### Islas integrantes
Organizadas de norte a sur las siguientes islas son las que conforman el archipiélago venezolano conocido como "Los Hermanos", Son 14 km de La Orquilla (en el norte) a la isla Chiquito (en el sur):
| Número | Nombre de la Isla | Superficie               | Notas                                                                             |
| ------ | ----------------- | ------------------------ | --------------------------------------------------------------------------------- |
| 1      | Isla La Orquilla  | 45 hectáreas o 0,45 km²  | La isla ubicada más hacia al norte, está 12,4 km al este de la isla la Blanquilla |
| 2      | Islote El Rajao   | 0,3 hectáreas o 0,03 km² | 50 metros al norte de La Orquilla                                                 |
| 3      | Isla Los Morochos | 27 ha o 0,27 km²         | -                                                                                 |
| 4      | Islote Papelón    | 5 hectáreas o 0,05 km²   | 80 metros al oeste de Los Morochos                                                |
| 5      | Isla Grueso       | 68 hectáreas o 0,68 km²  | La isla más grande del Archipiélago                                               |
| 6      | Isla Pico         | 41 hectáreas o 0,41 km²  | También conocida como "Isla Pando"                                                |
| 7      | Isla Fondeadero   | 31 hectáreas o 0,31 km²  | -                                                                                 |
| 8      | Isla Chiquito     | 2 hectáreas o 0,02 km²   | La ubicada más hacia el sur, llamada así por su pequeña extensión.                |